# لويز لابيه
لويز لابيه (بالفرنسية: Louise Labé) شاعرة فرنسية، إحدى شاعرات القرن السادس عشر.

## نُبذة
ولدت في مدينة ليون عام 1524 في عائلة غنية من صانعي الحبال، حصلت على تعليم إيطالي وكانت ملقبة بـ (la belle cordière) أي الجميلة صانعة الحبال.
تزوجت من بيرا (Perin) تاجر حبال غني يمتلك العديد من المنازل في ليون وبفضل أموال زوجها استطاعت لويز لابيه في الوقت الذي كانت فيه الكتب غالية ونادرة أن تحصل على مكتبة كبيرة تحتوي على أفضل الكتب الإغريقية، الإيطالية، اللاتينية، الإسبانية والفرنسية. انضمت لويز لابيه مع الشعراء موريس سيڤ وبيرنيت دى جيلية إلى ما يسمى بمجموعة «شعراء ليون» أو «المدرسة الليونية».

## روابط خارجية
- لويز لابيه على موقع الموسوعة البريطانية (الإنجليزية)
- لويز لابيه على موقع ميوزك برينز (الإنجليزية)
- لويز لابيه على موقع ميوزك برينز (الإنجليزية)
- لويز لابيه على موقع ديسكوغز (الإنجليزية)